# Maria Richert
Maria Wiesława Richert – polska inżynier, profesor technicznych.

## Życiorys
W 1974 ukończyła studia metalurgiczne w Akademii Górniczo-Hutniczej im. Stanisława Staszica, w 1982 obroniła pracę doktorską, w 1996 habilitowała się na podstawie pracy zatytułowanej Strukturalne i mechaniczne skutki lokalizacji odkształcenia w Al99, 992 i AlMg5 w zakresie dużych odkształceń. W 2007 uzyskała tytuł profesora technicznych.
Została zatrudniona w Akademii Górniczo-Hutniczej im. Stanisława Staszica w Krakowie i w Wyższej Szkole Inżynierii Dentystycznej im. prof. Meissnera w Ustroniu.
Była przewodniczącym rady naukowej w Instytucie Zaawansowanych Technologii Wytwarzania Sieci Badawczej ŁUKASIEWICZ, wiceprezesem Polskiego Towarzystwa Inżynierii Stomatologicznej, oraz członkiem Komitetu Nauki o Materiałach PAN i Polskiego Towarzystwa Mikroskopii.

## Odznaczenia
- Złoty Krzyż Zasługi (2002)[4]